# Bitanga i princeza
A Bitanga i princeza (magyarul: A gazember és a hercegnő) a Bijelo dugme jugoszláv rockegyüttes negyedik nagylemeze, mely 1979-ben jelent meg a zágrábi Jugoton kiadónál. Katalógusszáma: LSVG-10. A kiadás kinyitható borítós és a dalszövegeket is tartalmazza. Az eredeti borítón az volt látható, hogy egy tűsarkú cipőt viselő nő ágyékon rúg egy férfit; ezt később lecserélték.

## Az album dalai

### A oldal
1. Bitanga i princeza (3:46)
2. Ala je glupo zaboravit' njen broj (3:53)
3. Ipak, poželim neko pismo (4:29)
4. Kad zaboraviš juli (4:29)

### B oldal
1. Na zadnjem sjedištu moga auta	(3:56)
2. A koliko si ih imala do sad (4:18)
3. Sve će to mila moja prekriti ruzmarin, snjegovi i šaš	(7:49)

## Közreműködők
- Goran Bregović - gitár
- Željko Bebek - ének
- Zoran Redžić - basszus
- Điđi Jankelić - dob
- Vlado Pravdić - billentyűs hangszerek

- Neil Harrison - producer
- Maja Odžaklijevska - háttérvokál
- Slobodan Marković - szintetizátor
- Vojkan Borisabljević - arranged by (track 4)
- Ranko Rihtman - arranged by (track 7)
- Chris Blair -
- Nick Glennie-Smith - felvétel
- Rade Ercegovac - felvétel
- Ivan Ivezić - terv